# Gonzalo Salvadórez

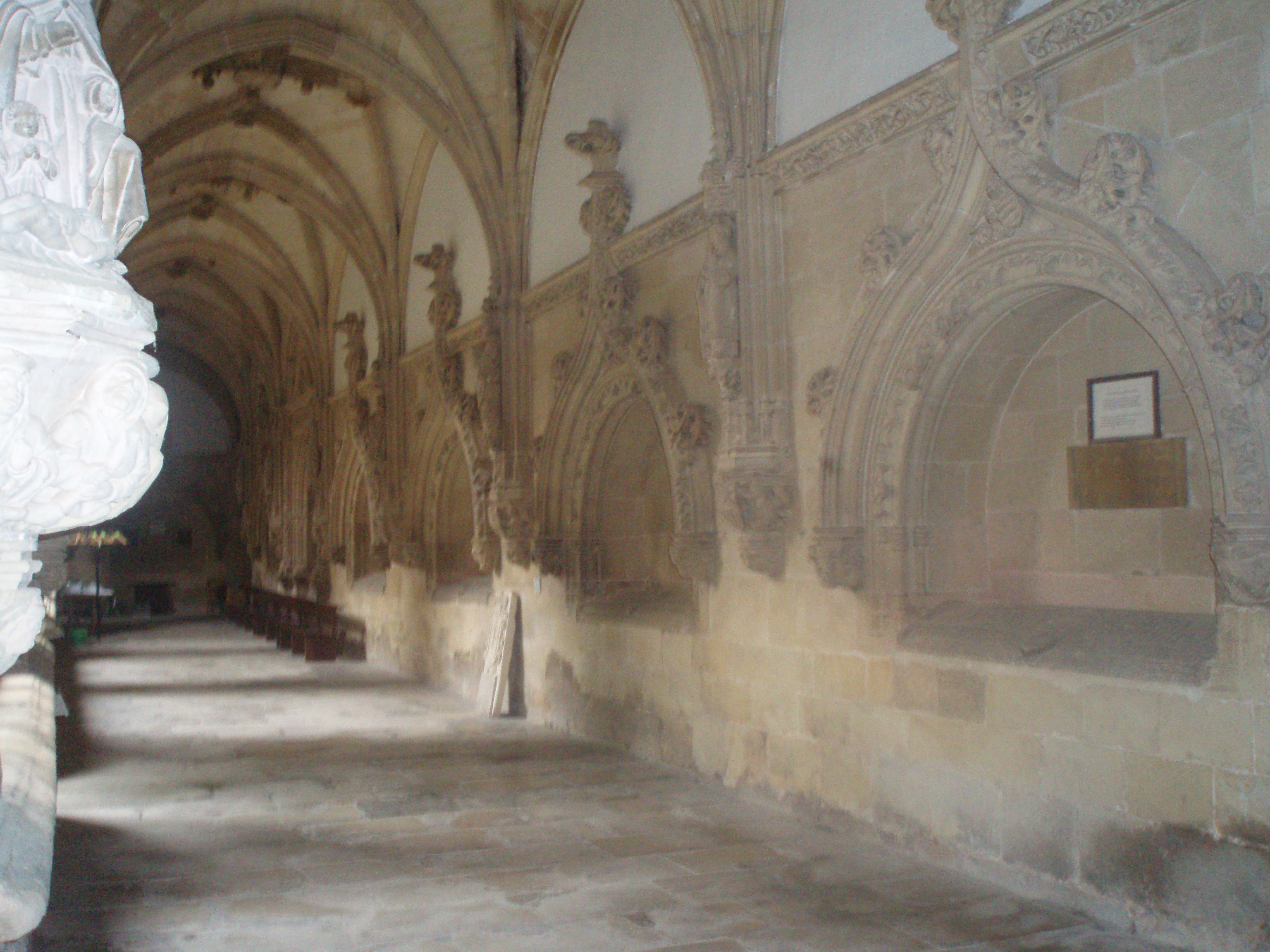
Una de las galerías del claustro del Monasterio de San Salvador de Oña donde recibió sepultura el conde Gonzalo Salvadórez y varios miembros de su linaje

Gonzalo Salvadórez, apodado Cuatro Manos (fallecido en Rueda de Jalón, 6 de enero de 1083), fue un magnate castellano, tenente en Lara, la Bureba, Tedeja, y otros lugares.

## Filiación y parentela
Gonzalo Salvadórez fue hijo de Salvador González y de Muniadona.  Aunque su padre no disfrutó de la dignidad condal, ocupó importantes cargos y fue gobernador de Arreba, colindante con la comarca de Manzanedo, en 1040 durante el reinado del rey García Sánchez III de Pamplona. Su madre Muniadona pudo ser hermana de Nuño, Fortún, y Diego Álvarez aunque algunos historiadores no comparten tal opinión.
El padre de Gonzalo, Salvador González, tuvo por lo menos un hermano, el conde Munio González quien aparece frecuentemente con sus sobrinos Gonzalo y Álvaro Salvadórez. Salvador González y Muniadona también fueron padres de Alvar Salvadórez, quien en 1079 corroboró, junto con su hermano Gonzalo, la carta de arras de Rodrigo Díaz, llamado el Campeador, a favor de Jimena. Álvar casó con Juliana Fortúnez, hija de Fortún Álvarez, y falleció antes de julio de 1087 cuando dos hijas de Gonzalo Salvadorez hicieron una donación al monasterio de San Salvador de Oña por el alma de su padre y la de su tío Álvaro.

## Vida

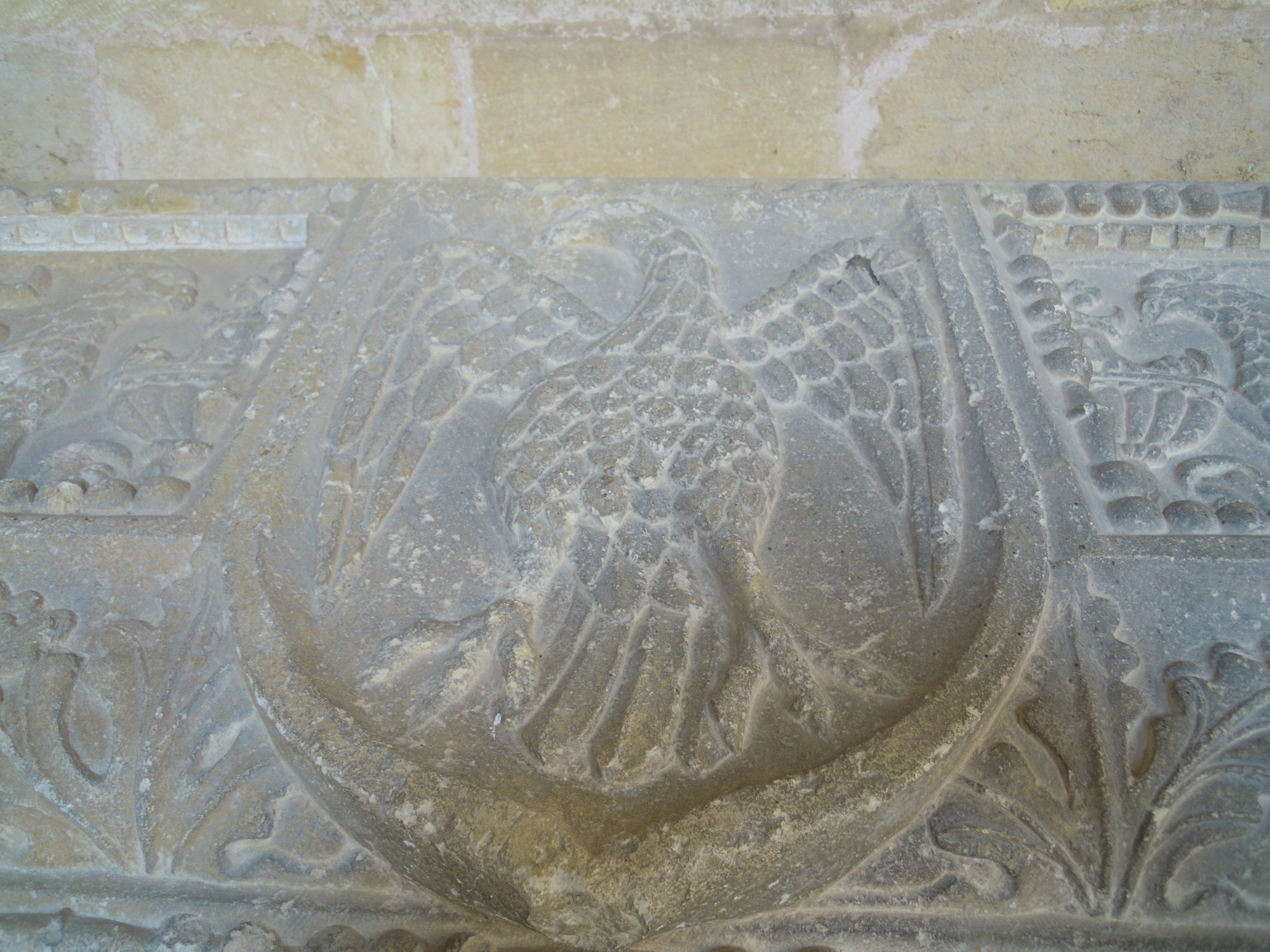
Sepulcro del conde Gonzalo y su hermano Munio en el Monasterio de San Salvador de Oña con las armas anacrónicas que se les atribuyen.

Gonzalo, quien gozó de la confianza del rey Fernando I de León, aparece por primera vez integrado en la vida política en 1056 confirmando una donación del monarca y la reina Sancha al monasterio de Oña.   Su hijo Sancho II de Castilla buscó el apoyo de los magnates castellanos, entre ellos el del conde Munio González y sus dos sobrinos Gonzalo y Álvaro, así como la de sus parientes, los Álvarez. Fue después miembro del séquito (palatium regis) de Alfonso VI. También mantuvo una relación estrecha con Lope Íñiguez, señor de Vizcaya, ya que aparte de los intereses en común y el apoyo prestado al rey castellano, ambos estaban casados con dos hermanas, Íñigo con Ticlo y Gonzalo con Elvira Díaz, hijas de Diego Álvarez.

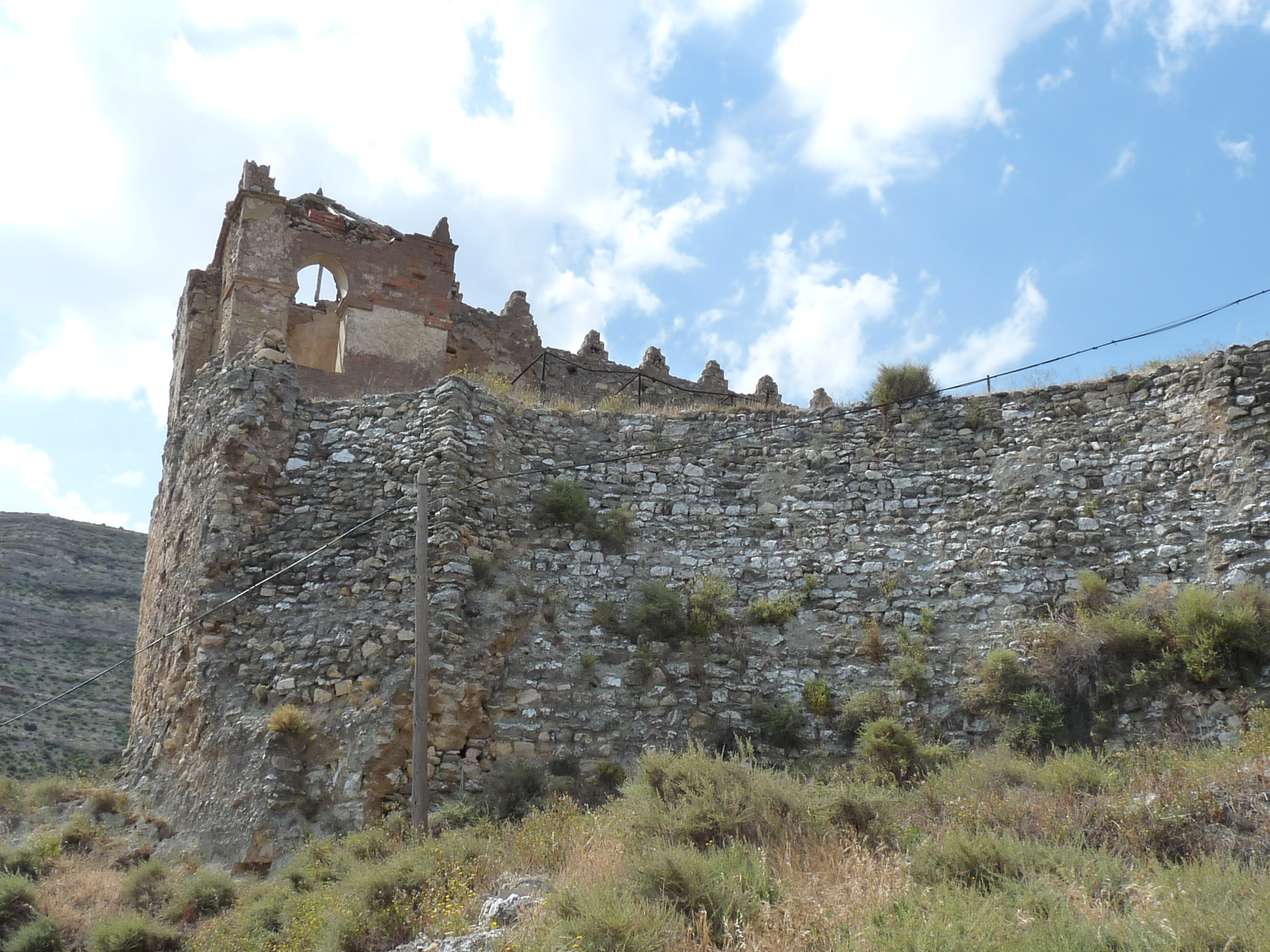
Castillo y muralla neoárabe en Rueda de Jalón donde el conde Gonzalo y muchos nobles perdieron la vida.

En 1067, el rey Fernando encomendó a Gonzalo la misión de ir a Sevilla, acompañado por Gonzalo Núñez de Lara y por Fernando Ansúrez, así como los obispos de León y de Astorga, para traer el cuerpo de santa Justa.
Gonzalo fue un gran benefactor del monasterio de San Salvador de Oña, donde él y varios miembros de su linaje recibieron sepultura.  
Antes de llegar a la fortaleza de Rueda de Jalón donde perdería la vida, en el episodio bélico que se ha denominado la «traición de Rueda», Gonzalo Salvadórez otorgó testamento el 5 de septiembre de 1082 en el monasterio de San Salvador de Oña, donando a su abad los monasterios de Santa Cruz de Andión, todo lo que poseía en la iglesia de San Andrés y Palazuelos, así como sus heredades en Hermosilla y Busto, confirmando el documento como conde en Castilla, Tedeja, Cadreggas y Poza, tenencias que gobernó, junto con la de Lara donde aparece como tenente en 1073.

## Matrimonios y descendencia
Gonzalo contrajo dos matrimonios. El primero fue con Elvira Díaz de quien tuvo a:
- García González[5]
- Gustio González[5]
- Goto González (fallecida antes de julio de 1087) mujer del conde Fernando Díaz, hermano de Jimena Díaz.[5][b]
- Toda González[5]
- Mayor González, mujer de Pelayo Peláez,[5] padres de varios hijos, entre ellos Gonzalo Peláez,[13] llamado el conde rebelde.

Su segundo matrimonio fue con Sancha Sánchez, hija de Sancho Macerátiz, dominante en Montes de Oca, y Andregoto, y hermana de Sancho Sánchez, conde en Erro y en Tafalla, padre de María Sánchez, esposa de Diego López I de Haro, señor de Vizcaya. De este matrimonio nacieron:
- Gómez González el de Candespina,[9] conde en La Bureba.[c]
- Fernando González (fallecido antes de mayo de 1107)[d]

## Posible relación con elCantar de mio Cid
A partir de su hijo Fernando González, y conjeturando que tuviera otro llamado Diego, se ha postulado que estos serían los infantes históricos (en el siglo XI el término «infante» podía aludir a descendiente de gran familia: filii bene natorum, como ejemplifican los infantes de Lara) que inspiraron en la ficción del Cantar de mio Cid los «infantes de Carrión», pero en la realidad histórica Gonzalo Salvadórez se adscribe a la casa de Lara, y no a la de los Banu Gómez, que es a la que se alude en el Cantar cuando se habla de los infantes de Carrión. Sí parece posible que el autor del cantar de gesta fundiera a Gonzalo Salvadórez y Gonzalo Ansúrez, este sí un Banu Gómez, por la coincidencia del nombre de pila, y asimilara los hijos del primero a los del segundo como infantes de Carrión.